# Kasaze
Kasaze je naselje u slovenskoj Općini Žalecu. Kasaze se nalazi u pokrajini Štajerskoj i statističkoj regiji Savinjskoj. 

## Stanovništvo
Prema popisu stanovništva iz 2002. godine naselje je imalo 852 stanovnika.